# Iannis Xenakis
Iannis Xenakis (grč. Ιωάννης Ιάννης Ξενάκης) (29. svibnja 1922. – 4. veljače 2001.) bio je grčki skladatelj, glazbeni teoretičar i arhitekt. Podrijetlom je bio Grk, rodio se u Rumunjskoj, a većinu svog života proveo je u Francuskoj. Poznat je kao jedan od najvažnijih poslijeratnih avangardnih skladatelja. Xenakis je u glazbi razvio korištenje matematičkih modela kao što su aplikacije teorija skupova, različite uporabe stohastičnih procesa, teorije igara i slično. Svojim radom snažno je utjecao na klasniji razvoj elektroničke glazbe.
Među njegovim najvažnijim djelima su Metastaseis (1953. – 1954.) koji uključuje posebne dijelove za svakog pojedinca orkestra, udaraljačka djela kao što su Psappha (1975.) i Pléïades (1979.), kompozicije sa spatializacijom kao što su Terretektorh (1966.), te niz drugih multimedijskih nastupa koje je Xenakis nazivao politopima. Među brojnim teorijskim glazbenim radovima su knjiga „Oblikovana glazba: Misao i matematika u skladanju“ iz 1971., koja se nerijetko smatra njegovim najvažnijim djelom. Kao arhitekt, Xenakis je prvenstveno poznat po ranoj suradnji s Le Corbusierom na samostanu Sainte Marie de La Tourette, te po Phipilosovom paviljonu na EXPO 58 koji je Xenakis projektirao sam.

## Vanjske poveznice
- Iannis Xenakis, Institut i istraživanje glazbe u Ateni[neaktivna poveznica]
- Iannis-Xenakis.org  Arhivirana inačica izvorne stranice od 5. veljače 2009. (Wayback Machine)
- Centar za glazbu Iannisa Xenakisa
- Medieval.org: Moderna glazba: Xenakis
- Edward Childs, PhD. "Achorripsis: A Sonification of Probability Distributions" (5-page PDF)
- Sergio Luque: Stochastic Synthesis: Origins and Extensions, Institut sonologije (2006.)  Arhivirana inačica izvorne stranice od 28. kolovoza 2008. (Wayback Machine)
- soundaxis.ca  Arhivirana inačica izvorne stranice od 11. kolovoza 2018. (Wayback Machine)
- Katalog djela
- Iannis Xenakis; izdavač Hawkes
- Iannis Xenakis: Raniji radovi (Markos Zografos)
- Iannis Xenakis – literatura i diskografija (James Harley)